# Cranio Randagio

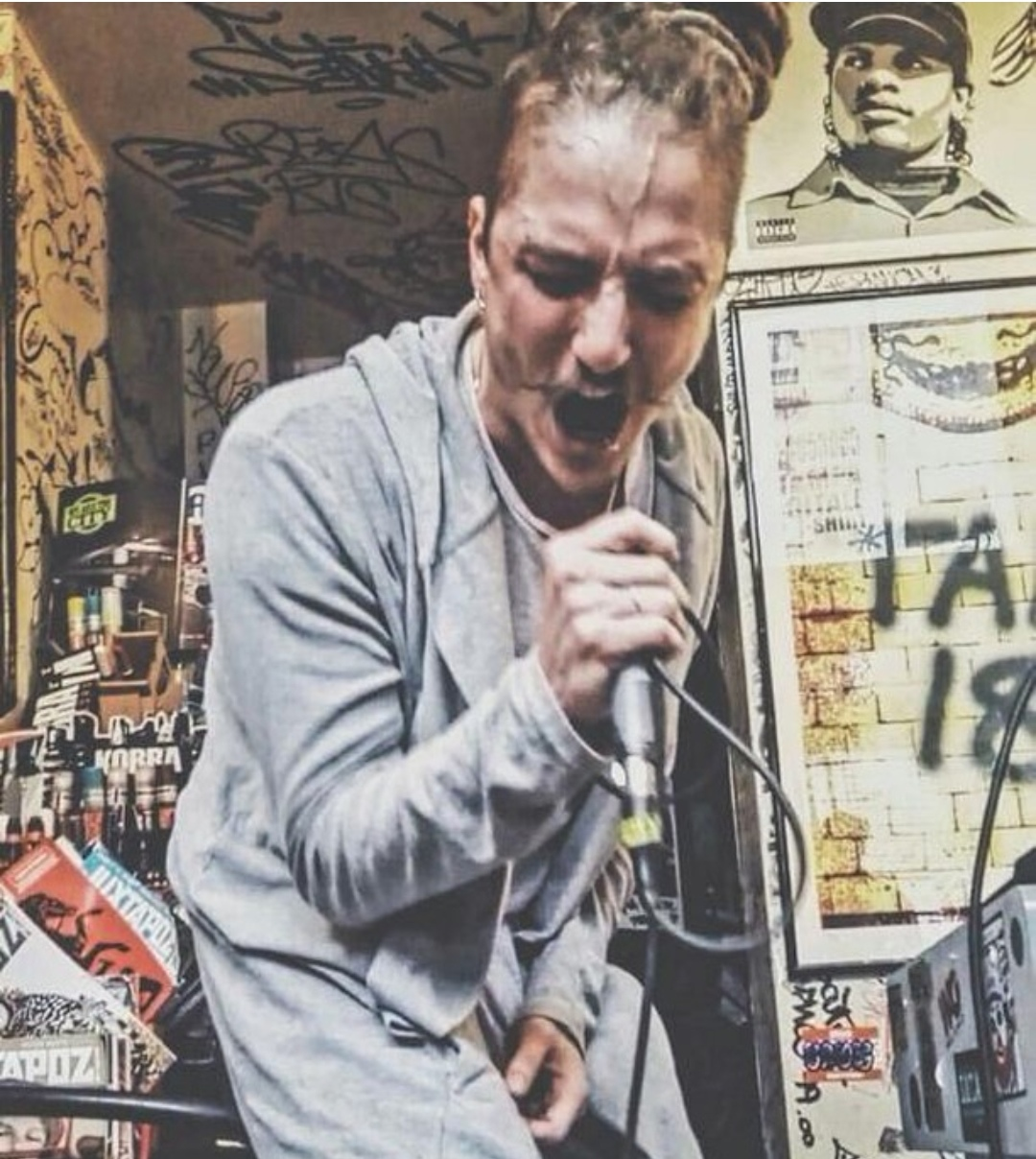
Cranio Randagio singend in Mailand

Cranio Randagio (* 21. Dezember 1994 in Mailand als Vittorio Bos Andrei; † 12. November 2016 in Rom) war ein italienischer Rapper.

## Karriere
Nach dem Tod des Vaters und einem Aufenthalt in Australien begann Andrei, sich musikalisch zu betätigen. Nach Anfängen in einer Punkrockband wandte er sich dem Hip-Hop zu. Der Künstlername Cranio Randagio ist eine Kombination aus cranio (Schädel) und cane randagio (streunender Hund), womit der Rapper sich als freien Denker charakterisieren wollte. Bald machte er sich in der römischen Hip-Hop-Szene einen Namen. 2015 veröffentlichte er unter dem Titel 06-02-Crescere sein erstes Album.
Noch im selben Jahr nahm Cranio Randagio an der neunten Staffel der Castingshow X Factor teil, wo Juror Mika auf ihn aufmerksam wurde. Er gelangte jedoch nicht in die Finalphase. Im März 2016 erschien die EP Love & Feelings, die ein Vorgeschmack auf das kommende Album sein sollte. Doch am 12. November 2016 fand man den Rapper tot in der Wohnung eines Freundes. Als Ursache konnte ein tödlicher Drogenmix festgestellt werden. Ende 2017 erschien postum die Single Se solo potessi, ein Jahr später hingegen das Album Come il re leone mit sechs neuen Liedern.

## Diskografie
Alben
- 06-02 Crescere (2015)
- Love & Feelings (EP, 2016)

| Jahr | Titel            | Höchstplatzierung, Gesamtwochen, AuszeichnungChartsChartplatzierungen (Jahr, Titel, Platzierungen, Wochen, Auszeichnungen, Anmerkungen) | Anmerkungen       |
| Jahr | Titel            | IT | Anmerkungen       |
| ---- | ---------------- | --- | ----------------- |
| 2018 | Come il re leone | IT29 (2 Wo.)IT | Nar International |

Singles (Auswahl)

| Jahr | Titel Album              | Höchstplatzierung, Gesamtwochen, AuszeichnungChartsChartplatzierungen (Jahr, Titel, Album, Platzierungen, Wochen, Auszeichnungen, Anmerkungen) | Anmerkungen        |
| Jahr | Titel Album              | IT | Anmerkungen        |
| ---- | ------------------------ | --- | ------------------ |
| 2016 | Petrolio Love & Feelings | IT81 Gold · (1 Wo.)IT | Verkäufe: + 25.000 |

## Belege
1. ↑  Morto il rapper Cranio Randagio, aveva conquistato Mika a X Factor. In: LaStampa.it. 13. November 2016, abgerufen am 14. Dezember 2018 (italienisch).
2. ↑  Roberto Lamura: Morte Cranio Randagio: 3 amici verso il processo. In: Tgcom24. Mediaset, 6. Dezember 2018, abgerufen am 14. Dezember 2018 (italienisch).
3. ↑  Esce l’Ep postumo di Cranio Randagio. Come il Re leone. In: All Music Italia. 8. November 2018, abgerufen am 14. Dezember 2018 (italienisch).
4. ↑  Archivio classifiche Top Singoli. FIMI, abgerufen am 14. Dezember 2018 (italienisch).
5. ↑  Certificazioni. FIMI, abgerufen am 11. September 2019 (italienisch).

| Personendaten    | Personendaten                      |
| ---------------- | ---------------------------------- |
| NAME             | Cranio Randagio                    |
| ALTERNATIVNAMEN  | Andrei, Vittorio Bos (Geburtsname) |
| KURZBESCHREIBUNG | italienischer Rapper               |
| GEBURTSDATUM     | 21. Dezember 1994                  |
| GEBURTSORT       | Mailand                            |
| STERBEDATUM      | 12. November 2016                  |
| STERBEORT        | Rom                                |